# Клавишная табулатура

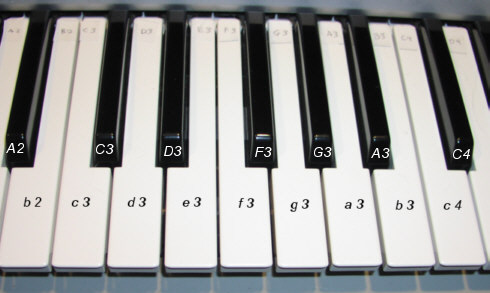

Кла́вишная табулату́ра — это система нотной грамоты с использованием только букв и цифр. По этой системе любой сможет воспроизвести мелодию на пианино или клавишах.

## Примеры
Чтение табулатуры (простая):
```
Простой пример клавишной табулатуры – фа-мажорная гамма, сыгранная в двух октавах:

3|---------c-d-e-f-|
2|-f-g-a-b---------|
2|---------c-d-e-f-|
1|-f-g-a-b---------|

```

Табулатуру нужно читать слева направо (ноты друг над другом играются одновременно)
- Цифры (3,2,2, и 1) означают номер октавы. Третья октава находится посередине клавиатуры.
- Строчные буквы (a, b, c, d, e, f, g) означают названия целых нот (белые клавиши)
- Прописные (заглавные) буквы (A,C,D,F,G) означают соответствующие им ноты с диезом, то есть #a, #c, #d, #f, #g (черные клавиши). Можно добавлять знак «диез» после ноты, но рекомендуется использовать вместо них эквивалентные прописные (заглавные) буквы для экономии места. Для упрощения табулатуры и чтобы не путать ноту Си «b» со знаком «бемоль», используются вместо ноты с бемолями соответствующие им ноты с диезом. Например, вместо Си бемоль «Bb» используется Ля диез «А».
- Символ "|" означает границы тактов
- Символ «-» означает паузы между нотами

Чтение табулатуры (экспертам):
```
Клавишная табулатура может означать как одиночные ноты, так и аккорды.
Более сложный пример клавишной табулатуры:

 [D]      [Gm/D]
3|--F-d-F-|--g-d-g-| RH
2|F>>>>>>>|g>>>>>>>| LH 
1|F>>>>>>>|g>>>>>>>| LH 

```

- Буквы над табулатурой ([D] и [Gm/D] в данном случае) обозначают названия аккордов.
- Символ «>» означает длительность ноты
- «RH» означает, что нота играется правой рукой
- «LH» означает, что нота играется левой рукой